# Rue Général-de-Sève
La rue Général-de-Sève est une rue du quartier des pentes de la Croix-Rousse dans le 1er arrondissement de Lyon, en France.

## Situation et accès
La rue commence rue Pouteau, en face de la rue Jean-Baptiste-Say, avec une circulation dans le sens de la numérotation et un stationnement d'un seul côté. La ligne   passe par cette voie mais sans arrêt sur celle-ci. La circulation des véhicules et du bus se poursuit par la rue Vaucanson tandis que la rue de Sève continue par un escalier qui descend jusqu'à la place Colbert.

## Origine du nom
La rue doit son nom à Joseph Anthelme Seve, dit Soliman Pacha (1788-1860), officier lyonnais du Premier Empire puis agha de Méhémet Ali.

## Histoire
La rue est d'abord appelé rue de Sève, du nom d'un famille lyonnaise qui donna plusieurs prévôts des marchands de Lyon, des premiers présidents au parlement de Dombes, des premiers présidents de la cour des monnaies de Lyon, des lieutenants-généraux de la sénéchaussée de Lyon et des poètes comme Maurice Scève (1501-1564),.
Par délibération du conseil municipal du 31 mai 1937, le nom de la rue est changée en rue du général de Sève.